# 麥高樂
麥高樂爵士，KBE，JP（1940年1月6日—），前香港政府官員，1991年8月至1995年8月任財政司。他是最後一位出任財政司的外籍人士，任內提出香港式「共識資本主義」（consensus capitalism）概念。

## 生平

### 早年生涯
麥高樂在1940年1月6日生於英國蘇格蘭，父母分別名叫喬治·亨利·托奇·麥高樂（George Henry Torquil Macleod）和魯思·納塔利·韋德（Ruth Natalie Wade）。麥高樂在1958年至1962年入讀伯明翰商學院（今伯明翰市大學的一部份），後在1962年升讀蘇格蘭聖安德魯斯大學，主修哲學，1966年畢業，並取得「文學碩士──社會科學榮譽學位」。
另外入讀伯明翰商學院期間，麥高樂曾自1958年至1962年在伯明翰的斯圖爾特及勞埃公司（Stewarts & Lloyds）兼任商務見習生，並在1962年取得英國特許秘書及行政人員公會準會員（ACIS）資格。

### 殖民地生涯
麥高樂大學畢業後，旋即在1966年9月獲聘到香港政府政務職系出任政務主任，未幾在1967年出任徙置事務處政務主任（屋村）。在1970年，他復獲港府補送到英國布里斯托大學深造，並取得社會科學院社會學文憑。
學成歸來後，麥高樂在1971年6月改任輔政司署助理秘書，翌年7月獲晉升為高級政務主任，並在1973年4月升任助理財政司。在1974年4月，他復獲晉升為首長級丙級政務官，同年升任首席助理銓敘司，至1977年4月短暫出任副社會事務司，與陳方安生共事，至同年5月再被改派任副銓敘司。
在1980年4月，麥高樂獲晉升為首長級乙級政務官，至1981年9月獲委任為副新界政務司，當時上司為鍾逸傑爵士。在同年12月1日，由於政府改組，新界政務署改成政務總署，其職位亦改為隸屬於政務總署。到1982年2月，麥高樂被派到政務總署新界民政署出任荃灣市鎮專員兼理民官，後在1982年4月任政務總署荃灣高級政務專員。
麥高樂在1983年2月獲調回政府中央，並獲擢升為貿易署署長兼首席談判代表，任內，時任貿易署副署長的曾蔭權曾經是他的下屬。另外，麥高樂在1985年9月獲晉升為首長級乙一級政務官，1986年9月再獲晉升為首長級甲級政務官，到1987年4月獲委任接替何鴻鑾為工商司，不久在1988年3月晉升為布政司署司級政務官。
在1989年3月，麥高樂被委任為副財政司，後在1989年4月，其職位因政府改組而易名庫務司。
在1991年4月，麥高樂獲港督衛奕信爵士任命為財政司，接替即將退休的翟克誠爵士，及後麥高樂在1991年8月12日正式上任。

### 財政司生涯

#### 經濟繁榮
麥高樂在任財政司期間，香港經濟急速發展，他上任的時候，港府的外匯基金儲備達2,361.21億港元，位列全球第十二位，而1991年的全年生產總值為6,429.30億元，人均全年生產總值則為111,721港元。受惠於股市暢旺及樓價上揚，政府在他任內年年達到減稅增支和提高財政盈餘的目標。
在金融市場方面，麥高樂在1992年10月1日更表示全球資產最大的一百家銀行中，有八十三家有在香港經營業務，認為香港已成為主要國際銀行業中心。為對金融市場進一步作出有效監管，港府又在1993年4月1日正式合併外匯基金管理局與銀行業監理處為金融管理局，以維持貨幣及銀行體系的穩定。

#### 財政預算
麥高樂曾發表過四份《財政預算案》。
在1992年3月發表的首份《財政預算案》中，儘管當年政府盈餘高達141億元，但麥高樂仍然堅持分別調高利得稅和差餉百分之一和百分之一點五，以用於新機場的建築開支；同時，麥高樂只提出個人免稅額由41,000元提高至46,000元，以作為稅務寬減。由於當年是立法局引入直選議席後的首份《財政預算案》，為了爭取民意支持，有關預算案遭到港同盟直選議員的一致反對，同時親政府的啟聯也對預算案有保留。
當時港同盟與啟聯聯手向港督衛奕信勳爵提出要求取消有關利得稅和差餉的修訂，但意見遭衛奕信拒絕，而麥高樂更揚言「預算案連一個逗號也不能修改」。然而，麥高樂後來突然表示修改稅收較預期為多，自動取消了有關修訂。修訂取消後，有關預算案重新得到啟聯的支持，但港同盟則維持反對立場，最終預算案在十八票反對，兩票棄權和三十六票支持的情況下獲得通過，創下香港開埠以來取得最多反對票紀錄的《財政預算案》。
有關差餉的問題在1994年的《財政預算案》公佈後再度被立法局提出，當時，匯點、自由黨和港同盟不約而同要求麥高樂承諾調低差餉，而匯點更以投反對票要脅，惟有關建議為麥高樂堅拒。後來立法局三大政黨先後向立法局主席施偉賢爵士及時任港督彭定康提出有關修訂，但也先後被拒，結果彭定康在當年遭立法局破天荒地通過譴責動議。
雖然麥高樂的首份預算案備受抨擊，但總體上，由於配合時任港督彭定康的親民作風，加上經濟持續強勁，他往後的三份預算案都採取大量令市民受惠的措施。首先在個人免稅額方面，麥高樂在1993年的預算案中把免稅額由1992年的46,000元大幅擴大至56,600元，其後更分別在1994年和1995年的預算案把個人免稅額上調至72,000元及79,000元。其次在社會及公共開支分面，他亦作出了大幅調整。當中在1993年3月的的預算案入面，麥高樂又提出一個預算為170億元的「十大建設」計劃，內容包含基建、教育和福利等等，而資助機構的員工待遇同時也獲得改善。
此外，麥高樂也在1993年宣佈改革沿行的「公援」為「綜援」，計劃大幅提高香港超過十萬名貧困人士的援助金額。另外他還確認港府注資23億元到英皇御准香港賽馬會獎券基金，以擴展1997年以前社會福利服務，並支付資助機構的經常性支出。
至於在基建方面，儘管新機場、青嶼幹線、三號幹線、北區醫院等大型基建都在其任內施工，但麥高樂仍然能夠有效控制工程的開支。在1993年3月，麥高樂估計港府1995年至1996年財政年度，基建開支將為531億元，但到1995年3月的時候，估計開支則大幅減至僅365億元。

#### 共識資本主義
有關於麥高樂的財政哲學，他在1992年上任財政司不久，就高調地在《南華早報》表示「積極不干預主義」已經過時，他更直言「它的有用性已於年前耗盡」。相反，在1995年的預算案中，他則將自己的財政哲學歸納成香港式的「共識資本主義」，當中他表示「政府必須鼓勵自由進取及競爭，同時促進公平及扶助有需要者」，他提出了兩點原則來解釋其理念：
*進取精神：因為這是我們的經濟動力來源；
- 公平：因為社會人士理所當然地期望人人得到公平的待遇，尤其希望競爭力較弱的人士得到幫助，使競爭在合理和調節的環境下進行。

為實踐其理念，麥高樂任內打破制定《財政預算案》的傳統，積極地向立法局議員諮詢意見，並經常主動討論有關收支建議的措施，因此其開明務實的工作態度獲得不少好評。至於綜觀麥高樂任內，港府的確在樓市（例如在1993年確立「七成按揭」指引）、股市和金融市場作出規管；而社會福利開支方面，在1992年至1993年的財政年度，有關開支佔整體公共開支的百分之六，到1995年至1996年的財政年度則上升至百分之七點三。不過值得注意的是，整體公共開支佔本地生產總值之比率，卻由1992年至1993年財政年度的百分之十八點八，降至1995年至1996年的財政年度的百分之十七點六。
面對有關共識資本主義的概念，學者曾澍基認為，香港的積極不干預主義其實「早已死亡」，而麥高樂任內的做法，亦只是其前幾任財政司施政的一個延續，而另一學者張炳良亦指出港府自1990年代以來的確甚少或避免提及積極不干預主義方針。不過，麥高樂的繼任人曾蔭權則持有不同看法，他認為麥高樂的共識資本主義並不代表港府已放棄自由市場經濟哲學，他亦不同意不再提出積極不干預主義，就等如支持政府積極干預。至於麥高樂亦曾補充到，指出「香港的經濟哲學是不難說明的。這就是我們承諾鼓勵創業、承諾奉行低稅制、承諾奉行自由市場及自由貿易。」而當中的「承諾」則「或可稱為共識資本主義」。

#### 提早卸任
為了配合彭定康的公務員本地化政策，麥高樂在1995年8月31日卸任財政司一職，並由華人庫務司曾蔭權接任，麥高樂遂成為香港歷史上最後一位外籍財政司。早在麥高樂於1980年代出任貿易署署長時，曾蔭權就曾經為麥高樂的下屬，並獲得麥高樂的器重。而麥高樂在任財政司期間，更在1993年欽點曾蔭權為庫務司，曾蔭權在任庫務司時，亦曾在麥高樂外出公幹時署任財政司，因此被視為日後出任財政司「鋪路」。

### 卸任以後
麥高樂在卸任以後離開香港，並返到蘇格蘭愛丁堡定居。麥高樂自1995年至2002年出任蘇格蘭社區基金（前稱喀里多尼亞基金）董事；1995年至1999年出任高地釀酒廠（Highland Distilleries）董事；另外又在1997年至2003年出任JP摩根大通富林明亞洲投資信託（前稱富林明亞洲投資信託）主席。而自1995年至今，麥高樂一直是蘇格蘭東方小型公司信託（Scottish Oriental Smaller Cos Trust）的董事。

## 「FS」車牌
在麥高樂以前，歷任財政司的座駕皆使用「2」號車牌（「1」號車牌則由警務處長所有）。在1993年，在其政務助理張建宗的建議下，麥高樂決定將「2」號車牌公開拍賣，並將拍賣所得的950萬港元善款全數捐贈予公益金。自此，歷任財政司和主權移交後的財政司司長，均以「FS」作為座駕車牌。

## 家庭
麥高樂在1970年6月1日在香港與菲奧納·瑪麗·坎貝爾（Fionna Mary Campbell）結婚，兩人育有一女一子，分別名凱特（Kate，1972年2月8日－）和托奇·馬格納斯（Torquil Magnus，1973年8月27日－）。麥高樂之子在香港從事金融業務，2007年11月娶韓裔女子為妻。
麥高樂的興趣包括高爾夫球、步行和紅酒，他是香港會及香港遊艇會（Royal Hong Kong Yacht Club）等等的會員。

## 榮譽
- A.C.I.S. （1962年）
- J.P. （官守）
- C.B.E. （1992年）
- K.B.E. （1994年）
- F.C.I.S. （1995年）

## 部份著作
- Macleod, Hamish, Sir, Hong Kong : a hard-earned success, Hong Kong: Government Information Services, 1995.

### 其他資料
- Who's Who，A & C Black，2006年。
- Who's Who in Hong Kong，Kevin Sinclair，Associates Ltd.，1988年12月。
- Cheung, Anthony，What's in a Slogan[永久]，SCMP，2006年9月26日。
- 張連興，《香港二十八總督》（北京：朝華出版社，2007年6月）。
- 周柏均，〈直選議員是免費午餐派？ （页面存档备份，存于）〉，《選舉與議會政治》，1995年。
- 曾澍基，〈香港經濟：雙語導讀〉，2002年7月21日。
- 曾蔭權，〈「大市場 小政府」── 我們恪守的經濟原則〉，《行政長官新聞稿》，2006年9月18日。
- 張炳良，〈干預？還是不干預？[永久]〉，《明報》，2006年9月20日。
- 鄧樹雄，〈香港的政黨政治與財政預算案 （页面存档备份，存于）〉，《敢言》創刊號，2007年12月15日造訪。
- 〈曾荫权的三个贵人 （页面存档备份，存于）〉，《聯合早報》，2005年6月17日。
- 〈張建宗：「我返工打呔就興奮！」[永久]〉，《社情》，第十八期。
- 〈立法局會議過程正式紀錄 （页面存档备份，存于）〉（香港：香港立法局，1993年3月25日）。
- 〈立法局會議過程正式紀錄 （页面存档备份，存于）〉（香港：香港立法局，1995年3月1日）。
- 〈立法局會議過程正式紀錄（页面存档备份，存于）〉（香港：香港立法局，1995年7月29日）。

## 外部連結
- 評論文章
  - 蔡建誠，〈「經濟至尊論」有何謬誤？〉，《星島日報》，1995年9月5日。
  - 陳偉業，〈評論財政預算案〉，1995年3月23日。
- 財政預算案致辭
  - 1992年3月4日 （页面存档备份，存于）
  - 1993年3月3日 （页面存档备份，存于）
  - 1994年3月2日 （页面存档备份，存于）
  - 1995年3月1日 （页面存档备份，存于）

| 官衔                | 官衔                 | 官衔            |
| ------------------- | -------------------- | --------------- |
| 前任者： 何鴻鑾     | 工商司 1987年–1989年 | 繼任者： 陳祖澤 |
| 前任者： 易誠禮     | 副財政司 1989年      | 繼任者： 庫務司 |
| 前任者： 副財政司   | 庫務司 1989年–1991年 | 繼任者： 楊啟彥 |
| 前任者： 翟克誠爵士 | 財政司 1991年–1995年 | 繼任者： 曾蔭權 |